# Nati nel 1948/Giugno
| Questa pagina contiene informazioni ricavate automaticamente dalle voci biografiche con l'ausilio del template Bio e di un bot. L'aggiornamento è periodico e automatico e ricostruisce completamente la pagina. Se manca una persona in questa lista, sei pregato di non aggiungerla, ma accertati piuttosto che la sua voce biografica contenga il template Bio e che i dati anagrafici siano correttamente compilati. Se il template Bio manca, inseriscilo tu stesso o, in alternativa, metti l'avviso {{tmp\|Bio}} che ne segnala la mancanza. Se i dati riportati sono sbagliati, correggi direttamente la voce biografica; le modifiche saranno visibili in questa lista entro pochi giorni. Per chiarimenti vedi il progetto biografie. La lista contiene solo le 231 persone che sono citate nell'enciclopedia e per le quali è stato implementato correttamente il template Bio. Pagina aggiornata al 18 ago 2025. |

- 1º giugno - Paolo Ammoniaci, allenatore di calcio e ex calciatore italiano
- 1º giugno - Powers Boothe, attore statunitense († 2017)
- 1º giugno - Giovanni Carozzo, editore italiano († 2000)
- 1º giugno - Katja Ebbinghaus, ex tennista tedesca
- 1º giugno - Tomáš Halík, presbitero, filosofo e teologo ceco
- 1º giugno - Volodymyr Jacuba, politico ucraino
- 1º giugno - Marianna Krajčírová, ex ginnasta slovacca
- 1º giugno - Panfilo Lacson, politico, prefetto e poliziotto filippino
- 1º giugno - Abd al-Fattah Muru, politico e avvocato tunisino
- 1º giugno - Michel Plasse, hockeista su ghiaccio canadese († 2006)
- 1º giugno - Bonnie Sloan, ex giocatore di football americano statunitense
- 1º giugno - Tom Sneva, ex pilota automobilistico statunitense
- 1º giugno - Udomsilp Sornbutnark, ex calciatore thailandese
- 2 giugno - Giovanni Angelo Becciu, cardinale e arcivescovo cattolico italiano
- 2 giugno - Monica Hermansson, ex sciatrice alpina svedese
- 2 giugno - Jerry Mathers, attore statunitense
- 2 giugno - Bernardo Nespral, avvocato e giornalista argentino
- 2 giugno - Mario Andrea Rigoni, saggista, scrittore e poeta italiano († 2021)
- 2 giugno - Tullio Rossi, ex ciclista su strada italiano
- 2 giugno - Igor' Voznesenskij, regista sovietico
- 3 giugno - Luca De Filippo, attore e regista teatrale italiano († 2015)
- 3 giugno - Jan Reker, dirigente sportivo e allenatore di calcio olandese
- 3 giugno - Elnardo Webster, cestista statunitense († 2022)
- 4 giugno - Paquito D'Rivera, sassofonista e clarinettista cubano
- 4 giugno - Jürgen Sparwasser, allenatore di calcio e ex calciatore tedesco orientale
- 4 giugno - Carlos Squeo, calciatore argentino († 2019)
- 4 giugno - Francesco Zizzi, poliziotto italiano († 1978)
- 5 giugno - Adriano Banelli, ex calciatore italiano
- 5 giugno - Gail Davies, cantautrice statunitense
- 5 giugno - Ryszard Lenczewski, direttore della fotografia polacco
- 5 giugno - Luigino Scricciolo, giornalista, politico e sindacalista italiano († 2009)
- 6 giugno - Yngve Andersen, ex calciatore norvegese
- 6 giugno - Rocco Buttiglione, politico e saggista italiano
- 6 giugno - Roberto Filippini, vescovo cattolico e biblista italiano
- 6 giugno - Fuzzy Kofler, pilota di rally italiano
- 6 giugno - Rick Ley, allenatore di hockey su ghiaccio e ex hockeista su ghiaccio canadese
- 6 giugno - Felix Anthony Machado, arcivescovo cattolico indiano
- 6 giugno - Jürgen Marcus, cantante tedesco († 2018)
- 6 giugno - Hugh McKinnis, ex giocatore di football americano statunitense
- 6 giugno - Brad Park, ex hockeista su ghiaccio e allenatore di hockey su ghiaccio canadese
- 6 giugno - Richard Sinclair, bassista, chitarrista e cantante britannico
- 6 giugno - Paolo Viola, storico italiano († 2005)
- 6 giugno - Brian Woodall, calciatore inglese († 2007)
- 6 giugno - Vladimir Šadrin, hockeista su ghiaccio sovietico († 2021)
- 7 giugno - Antônio Dias dos Santos, calciatore brasiliano († 1999)
- 7 giugno - Kamen Goranov, ex lottatore bulgaro
- 7 giugno - Sondre Kåfjord, dirigente sportivo norvegese
- 7 giugno - Willie Nile, cantante, compositore e chitarrista statunitense
- 7 giugno - Mary May Robertson, psichiatra sudafricana
- 7 giugno - Ratko Rudić, ex pallanuotista croato
- 7 giugno - Carlos Ruiz Herrero, ex calciatore spagnolo
- 7 giugno - Xavier Saint-Macary, attore francese († 1988)
- 7 giugno - Bill Zopf, ex cestista statunitense
- 7 giugno - Anna Záborská, politica e medico svizzera
- 8 giugno - Hans-Josef Becker, arcivescovo cattolico tedesco
- 8 giugno - Reşat Güney, cestista turco († 2024)
- 8 giugno - John Nelson, ex nuotatore statunitense
- 8 giugno - Felipe Bacarreza Rodríguez, vescovo cattolico cileno
- 9 giugno - Jim Bailey, ex giocatore di football americano statunitense
- 9 giugno - Carlos Casamiquela, politico e ingegnere argentino († 2020)
- 9 giugno - Leonardo Gallitelli, generale italiano
- 9 giugno - André Juillard, fumettista francese († 2024)
- 9 giugno - Luigi Macaluso, copilota di rally e manager italiano († 2010)
- 9 giugno - Ermenegildo Manicardi, presbitero e teologo italiano
- 9 giugno - Francescantonio Nolè, arcivescovo cattolico italiano († 2022)
- 9 giugno - Cesare Salvi, avvocato, giurista e politico italiano
- 9 giugno - Gerd Maria Schyman, politica svedese
- 9 giugno - Rocco Sollecito, mafioso italiano († 2016)
- 10 giugno - William L. Ball, politico statunitense
- 10 giugno - Ángel Royo Valencia, ex calciatore spagnolo
- 10 giugno - Elvira Schuster, attrice, doppiatrice e conduttrice radiofonica tedesca
- 10 giugno - Ivo Šušak, allenatore di calcio croato
- 11 giugno - Paolo Balboni, linguista italiano
- 11 giugno - Mike Conaway, politico statunitense
- 11 giugno - Carlo Federici, bibliotecario italiano
- 11 giugno - Ernst Jean-Joseph, calciatore haitiano († 2020)
- 11 giugno - Aleksandr Kabanov, pallanuotista e allenatore di pallanuoto sovietico († 2020)
- 11 giugno - Adriano Musi, sindacalista e politico italiano
- 11 giugno - Angelo Panebianco, politologo e saggista italiano
- 11 giugno - Stephen Schnetzer, attore statunitense
- 11 giugno - Michael Swan, attore statunitense
- 11 giugno - Brian Tinnion, ex calciatore inglese
- 11 giugno - Lynsey de Paul, cantante britannica († 2014)
- 12 giugno - Yossi Beilin, politico israeliano
- 12 giugno - Hans Binder, pilota di Formula 1 austriaco
- 12 giugno - Emilio Bonucci, attore e doppiatore italiano († 2022)
- 12 giugno - Gholamhossein Farzami, calciatore iraniano († 2025)
- 12 giugno - Eddie Fogler, ex cestista e allenatore di pallacanestro statunitense
- 12 giugno - Enrico Menduni, sociologo e saggista italiano
- 12 giugno - Barry Morrow, sceneggiatore e produttore cinematografico statunitense
- 12 giugno - Juan José Muñante, calciatore peruviano († 2019)
- 12 giugno - Vanna Paoli, regista cinematografica, sceneggiatrice e scrittrice italiana
- 12 giugno - Martha Randall, ex nuotatrice statunitense
- 12 giugno - István Sándorfi, pittore ungherese († 2007)
- 12 giugno - Len Wein, fumettista statunitense († 2017)
- 13 giugno - Garnet Bailey, hockeista su ghiaccio e allenatore di hockey su ghiaccio canadese († 2001)
- 13 giugno - Brian Fairlie, ex tennista neozelandese
- 13 giugno - Joe Roth, produttore cinematografico e regista statunitense
- 13 giugno - Gianfranco Sarti, calciatore italiano († 2002)
- 14 giugno - Vladimir Batagelj, matematico e insegnante sloveno
- 14 giugno - Linda Clifford, cantante e attrice statunitense
- 14 giugno - Giorgio D'Adamo, paroliere e bassista italiano († 2015)
- 14 giugno - Steve Hunter, chitarrista statunitense
- 15 giugno - Cesare Damiano, politico e sindacalista italiano
- 15 giugno - Mike Holmgren, allenatore di football americano statunitense
- 15 giugno - Piero Maggini, calciatore italiano († 1984)
- 15 giugno - Henry McLeish, politico scozzese
- 15 giugno - Kriengsak Nukulsompratana, ex calciatore thailandese
- 15 giugno - Gianni Palanca, ex calciatore italiano
- 15 giugno - Davis Peralta, ex cestista panamense
- 15 giugno - Zeki Tosun, ex cestista turco
- 15 giugno - Herb White, ex cestista statunitense
- 15 giugno - Donald C. Winter, politico statunitense
- 16 giugno - Roberto Daolio, critico d'arte italiano († 2013)
- 16 giugno - Hans-Werner Kammer, politico tedesco
- 16 giugno - Taieb Louhichi, regista e sceneggiatore tunisino († 2018)
- 16 giugno - Mildrette Netter, ex velocista statunitense
- 16 giugno - Eduardo Retat, ex calciatore colombiano
- 16 giugno - Terry Schofield, ex cestista e allenatore di pallacanestro statunitense
- 17 giugno - Joaquín Almunia, politico e economista spagnolo
- 17 giugno - John Barton, presbitero e biblista britannico
- 17 giugno - Chance Browne, fumettista, musicista e pittore statunitense († 2024)
- 17 giugno - Richard Joseph Gagnon, arcivescovo cattolico canadese
- 17 giugno - Enrico Graber, ex slittinista italiano
- 17 giugno - Hrafn Gunnlaugsson, regista e sceneggiatore islandese
- 17 giugno - Jacqueline Jones, storica statunitense
- 17 giugno - Shō Kosugi, artista marziale e attore giapponese
- 17 giugno - Eddie Meduza, cantautore, musicista e cantante svedese († 2002)
- 17 giugno - Liam O'Kane, ex calciatore nordirlandese
- 18 giugno - Régis Deparis, pittore francese († 2013)
- 18 giugno - Braco Dimitrijević, artista bosniaco
- 18 giugno - Giuseppe Guttadauro, mafioso e chirurgo italiano
- 18 giugno - René Hasler, ex calciatore svizzero
- 18 giugno - Philip Jackson, attore britannico
- 18 giugno - Subrata Roy, imprenditore e politico indiano († 2023)
- 18 giugno - Sherry Turkle, sociologa e psicologa statunitense
- 18 giugno - Aleksandr Ušakov, biatleta sovietico († 2024)
- 18 giugno - Sandro Vanello, ex calciatore italiano
- 19 giugno - Luigi Bonazzi, arcivescovo cattolico e diplomatico italiano
- 19 giugno - Jeff Bourne, calciatore inglese († 2014)
- 19 giugno - Lino Dainese, imprenditore italiano
- 19 giugno - Nick Drake, cantautore e chitarrista inglese († 1974)
- 19 giugno - Andrea Milani Comparetti, matematico e astronomo italiano († 2018)
- 19 giugno - Phylicia Rashād, attrice e produttrice cinematografica statunitense
- 19 giugno - Erika Schinegger, ex sciatrice alpina austriaca
- 20 giugno - Salvatore Cardinale, politico italiano
- 20 giugno - Cirilo Flores, vescovo cattolico statunitense († 2014)
- 20 giugno - Johannes Friedrich, vescovo luterano tedesco
- 20 giugno - Guido Onor, ex calciatore italiano
- 20 giugno - Gary Eugene Payton, ex astronauta statunitense
- 20 giugno - Ludwig Scotty, politico nauruano
- 20 giugno - José Seves, polistrumentista e cantante cileno
- 20 giugno - Francesco Tanasi, fotografo italiano
- 20 giugno - Michele Vicino, cantautore e produttore discografico italiano
- 20 giugno - Colin Viljoen, ex calciatore inglese
- 21 giugno - Jovan Aćimović, ex calciatore jugoslavo
- 21 giugno - Don Airey, tastierista e compositore britannico
- 21 giugno - Pier Luigi Carta, politico italiano
- 21 giugno - Philippe Hersant, compositore francese
- 21 giugno - Greg Hyder, cestista statunitense († 2014)
- 21 giugno - Raffaello Martinelli, vescovo cattolico italiano
- 21 giugno - Ian McEwan, scrittore e sceneggiatore britannico
- 21 giugno - Andrzej Sapkowski, scrittore polacco
- 21 giugno - Philippe Sarde, compositore francese
- 21 giugno - Dennis Marion Schnurr, arcivescovo cattolico statunitense
- 21 giugno - Wolfgang Seel, ex calciatore tedesco
- 21 giugno - Timothy Wood, ex pattinatore artistico su ghiaccio statunitense
- 22 giugno - Zsuzsa Cserháti, cantante ungherese († 2003)
- 22 giugno - Steve Eastin, attore statunitense
- 22 giugno - Sally Fallon Morell, attivista, saggista e docente statunitense
- 22 giugno - Miguel Ángel Laino, ex calciatore argentino
- 22 giugno - Todd Rundgren, cantante, polistrumentista e produttore discografico statunitense
- 22 giugno - Takashi Sasano, attore giapponese
- 22 giugno - Franciszek Smuda, allenatore di calcio e calciatore polacco († 2024)
- 22 giugno - Luigi Soldati, attore, regista e produttore cinematografico italiano († 1996)
- 23 giugno - Carmelo Barbaro, mafioso italiano
- 23 giugno - Myles Goodwin, cantante, musicista e chitarrista canadese († 2023)
- 23 giugno - Guido Sacconi, politico italiano († 2023)
- 23 giugno - Lucetta Scaraffia, storica e giornalista italiana
- 23 giugno - Benny Södergren, ex fondista svedese
- 23 giugno - Clarence Thomas, giurista statunitense
- 23 giugno - Larry Wilson, sceneggiatore e produttore cinematografico statunitense
- 23 giugno - Michael Wood, storico britannico
- 24 giugno - Galia Ackerman, scrittrice e storica francese
- 24 giugno - Armando Calderón Sol, politico salvadoregno († 2017)
- 24 giugno - Nourhan Manougian, arcivescovo ortodosso armeno
- 24 giugno - Patrick Moraz, musicista, tastierista e pianista svizzero
- 24 giugno - Steve Patterson, cestista e allenatore di pallacanestro statunitense († 2004)
- 24 giugno - Anita Reeves, attrice irlandese († 2016)
- 25 giugno - Manuel Bento, calciatore portoghese († 2007)
- 25 giugno - Dino Cappa, bassista e arrangiatore italiano
- 25 giugno - Michael Lembeck, regista e attore statunitense
- 25 giugno - Andrée Ruth Shammah, regista teatrale e direttrice artistica italiana
- 26 giugno - José Barata-Moura, filosofo, politico e cantante portoghese
- 26 giugno - Gérard Caussé, violista francese
- 26 giugno - Antonio Errico, cestista italiano († 1973)
- 26 giugno - Ivan Ivanov, ex mezzofondista sovietico
- 26 giugno - Vittorio Mancini, designer e pubblicitario italiano
- 26 giugno - Gianni Merighi, ex calciatore italiano
- 26 giugno - John Pratt, ex calciatore inglese
- 26 giugno - Maurizio Tedesco, produttore cinematografico, montatore e regista italiano
- 27 giugno - Umberta Pareschi, ex cestista italiana
- 27 giugno - William Tepper, attore, sceneggiatore e produttore cinematografico statunitense († 2017)
- 28 giugno - Kathy Bates, attrice e regista statunitense
- 28 giugno - Pier Luigi Bernabò, rugbista a 15, allenatore di rugby a 15 e dirigente sportivo italiano
- 28 giugno - Sergej Vladimirovič Bodrov, regista, sceneggiatore e produttore cinematografico russo
- 28 giugno - Enzo Cozzolino, alpinista italiano († 1972)
- 28 giugno - Kristina Hautala, cantante finlandese
- 28 giugno - Ken Ishikawa, fumettista, scrittore e sceneggiatore giapponese († 2006)
- 28 giugno - Hans Lampe, ex nuotatore tedesco occidentale
- 28 giugno - Pablo Moses, cantante giamaicano
- 28 giugno - Kenneth Alan Ribet, matematico statunitense
- 28 giugno - Brian Rowan, calciatore scozzese († 2021)
- 28 giugno - Harold Schechter, scrittore statunitense
- 28 giugno - Noboru Sugimura, scrittore e sceneggiatore giapponese († 2005)
- 28 giugno - Ellen Tittel, mezzofondista tedesca († 2023)
- 29 giugno - Amadou Cissé, politico nigerino
- 29 giugno - Piero Di Siena, politico e giornalista italiano
- 29 giugno - Fred Grandy, attore e politico statunitense
- 29 giugno - Stefan Grützner, ex sollevatore tedesco orientale
- 29 giugno - Helge Karlsen, ex calciatore norvegese
- 29 giugno - Pedro Pablo Opeka, presbitero argentino
- 29 giugno - José Pacheco, cestista statunitense († 2015)
- 29 giugno - Ian Paice, batterista britannico
- 29 giugno - Vladimir Pajevic, pittore italiano
- 29 giugno - Paolo Rossi, ex cestista e allenatore di pallacanestro italiano
- 29 giugno - Rick Smith, ex hockeista su ghiaccio canadese
- 29 giugno - Emil Čakărov, direttore d'orchestra bulgaro († 1991)
- 30 giugno - Raymond Leo Burke, cardinale e arcivescovo cattolico statunitense
- 30 giugno - Dag Fornæss, ex pattinatore di velocità su ghiaccio e ex calciatore norvegese
- 30 giugno - Vladimir Jakunin, imprenditore e politico russo